# HLD 53
De HLD 53 is een reeks van diesellocomotieven van de NMBS. De HLD 53 is een variant van de HLD 52, uitgevoerd zonder stoomverwarmingsketel en dus voor inzet in het goederenvervoer, daar waar de HLD 52 werd ingezet voor het reizigersvervoer. De huidige naamgeving dateert uit 1970. Voorheen werden ze omschreven als respectievelijk de reeksen 203 en 202.
Zowel HLD 52 als HLD 53 werden in dezelfde bestelling in 1954 door NMBS bij Société Franco-Belge besteld. Van de 40 stuks werden 22 HLD 52-varianten besteld (oorspronkelijk reeks 202) en 18 HLD 53-varianten (oorspronkelijk gekend als reeks 203). Ze werden gebouwd onder licentie van GM. 
De 202.014 werd om ongekende redenen eveneens niet geleverd als reeks 202 maar als de 203.019. Door wijzigende noden werd tijdens de nuttige levensduur van de reeksen nog vier locomotieven van de HLD 53 serie voorzien van stoomverwarmingsketel voor verwarming van passagierstreinen, maar waren er anderzijds ook vijf toestellen uit de HLD 52-reeks die door buiten dienst gestelde stoomverwarmingsketel werden ingezet voor goederenvervoer en een hernummering kregen in de 5300-reeks. Zo werden in totaal 20 toestellen genummerd in de 53-reeks.

## Vlottende cabine
Na een geslaagde proef met de 5306 in 1979, werden een aantal exemplaren uit de reeks 53 en de zusterreeks 52 voorzien van geheel nieuwe stuurcabines. Deze waren ruimer dan het origineel. Ook de vensters waren groter, waardoor het zicht naar buiten verbeterde. Voor het comfort van de machinist werden de nieuwe stuurposten op rubbers geplaatst, de zogenaamde 'vlottende cabines'. Door deze ombouw kregen de locomotieven een heel nieuw uiterlijk, waarbij ze hun karakteristieke bolle neus kwijtraakten.
Door een sterke toename van het goederenvervoer eind jaren '80 waren de locs opnieuw hard nodig. Daarom werden de resterende exemplaren in 1990 alsnog omgebouwd, in plaats van de geplande sloop.
Door de steeds verdergaande elektrificatie van het Belgische spoorwegnet, werd de laatste HLD 53 uit dienst genomen.